# Liste des îles du Salvador
Liste des îles du Salvador, comprenant à la fois des îles publiques habitées et des îles inhabitées du Salvador, qui relèvent également de l'administration militaire du Ministère de la défense nationale . La liste n'est pas exhaustive.

## Département d'Ahuachapán
- Île del Encanto

## Département de San Vicente
- Île Montecristo

## Département d'Usulután

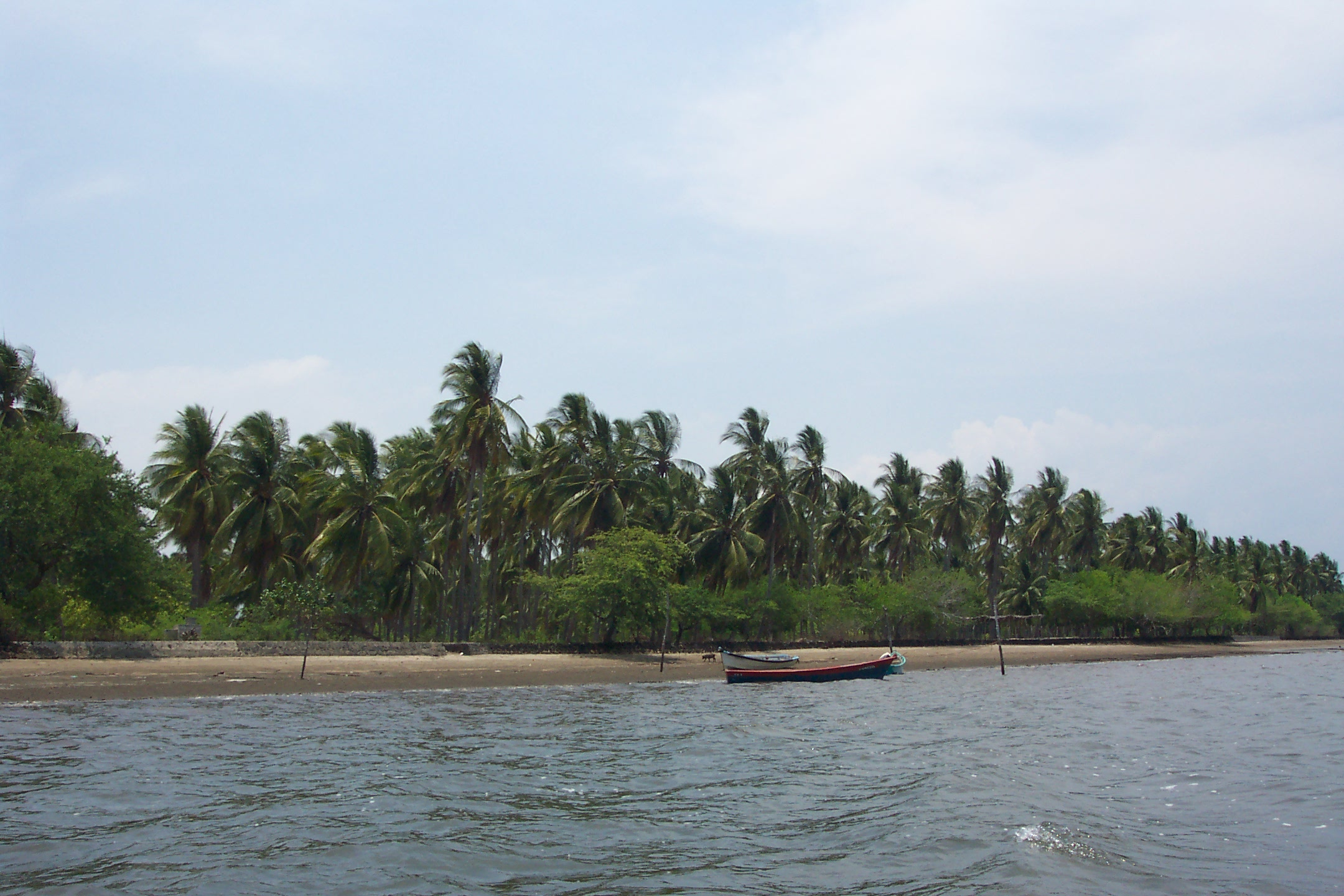
Île Madre Sal

- Île San Juan del Gozo
- Île Espiritu Santo
- Île Madre Sal
- Île Mundo Muevo

## Département de La Unión

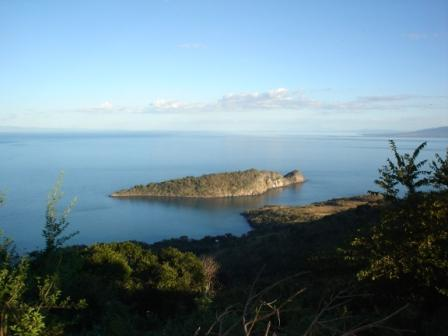
Île Meanguerita

- Île Zacatillo
- Île Meanguera
- Île Meanguerita
- Île Conchagüita
- Île Perico
- Île Chuchito
- Île Lica
- Île Periquito
- Île Coyote
- Île Conejo
- Île Martín Pérez